# Limnophora macronycha
Limnophora macronycha este o specie de muște din genul Limnophora, familia Muscidae. A fost descrisă pentru prima dată de Thomson în anul 1869. Conform Catalogue of Life specia Limnophora macronycha nu are subspecii cunoscute.